# BMW R 1100 S

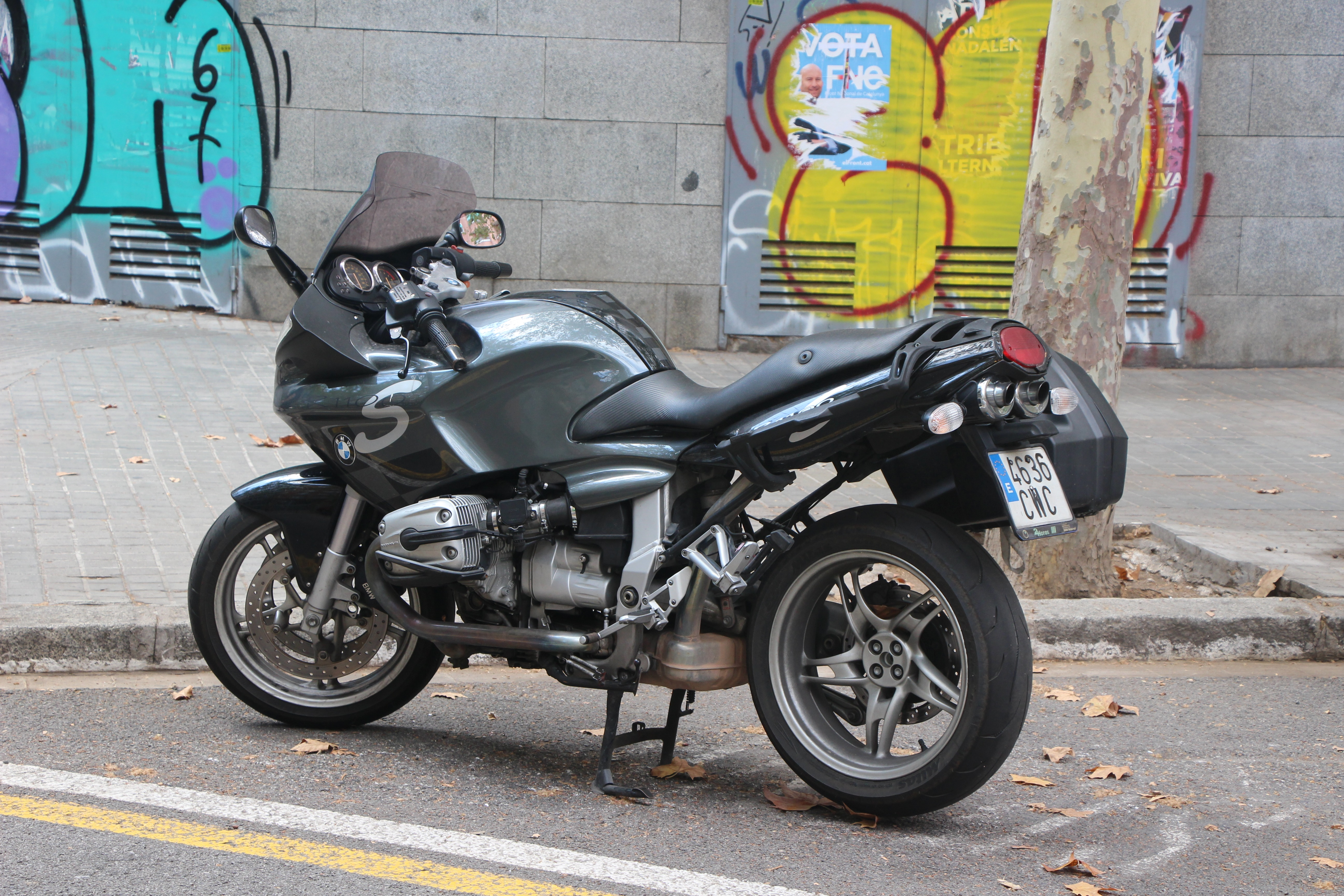
R 1100 S, Heckseitenansicht, Metallic-Lackierung nach 2000 (Aufnahme 2023)

Die BMW R 1100 S ist ein Motorrad des Herstellers BMW.
Das als Sportboxer vermarktete Motorrad wurde am 12. September 1998 als letzte Maschine der R 1100er Maschinen vorgestellt, leistet 98 PS und wurde 2006 von der BMW R 1200 S abgelöst. BMW nannte dieses Motorrad den ersten Supersportler von BMW seit über 50 Jahren aus eigenem Hause. Tatsächlich gab es einen Boxer-Cup-Markenpokal mit höher gelegtem Fahrwerk damit die Schräglagenfreiheit des Boxermotors vergrößert wurde. Das Cup-Fahrzeug erhielt zusätzlich ein auf 5.5*17" verbreitertes Hinterrad.
Das Motorrad wurde im BMW-Werk Berlin in Spandau gebaut; in Deutschland wurden 14.806 Exemplare verkauft.

## Technik
Der dreiteilige Rahmen besteht aus einem Vorderrahmen und einem verschweißten Hauptrahmen aus Aluminium und einem Heckrahmen aus Stahl. Der Motor ist mittragend. Eine Einarmschwinge hält das Hinterrad.
Der luft- und ölgekühlte Boxermotor mit zwei horizontal gegenüberliegenden Zylindern erzeugt eine Nennleistung von 72,3 kW (98 PS). Das Motorrad beschleunigt in 3,8 Sekunden von 0 auf 100 km/h und erreicht eine Höchstgeschwindigkeit von 226 km/h. Jeder Zylinderkopf hat vier Ventile, die eine „halbhochliegende“ Nockenwelle ansteuert. Die zwei Zylinder haben eine Bohrung von 99 mm Durchmesser, die Kolben einen Hub von 70,5 mm bei einem Verdichtungsverhältnis von 11,3:1. Ab 2003 wurde eine Doppelzündung eingebaut. Die Kraftübertragung erfolgt mittels einer hydraulisch betriebenen Einscheibentrockenkupplung, einem 6-Gang-Getriebe und einem Kardanantrieb; das Getriebe wurde zum Herbst 2002 überarbeitet. Die Schalldämpfer des leistungsoptimierten Auspuffsystems befinden sich unter der Sitzbank. Das Motorrad verfügt serienmäßig über einen Drei-Wege-Katalysator und die Motorsteuerung Motronic (MA 2.4) von Bosch mit Benzineinspritzung.
Der Hersteller empfiehlt die Verwendung von Motorenbenzin mit einer Klopffestigkeit von mindestens 95 Oktan. Der Verbrauch beträgt bei konstanten 90 km/h 4,3 bzw. bei 120 km/h 5,2 Liter Kraftstoff auf 100 km. In Tests wurden bis 7,8 L, bei schneller Fahrt zweistellige Verbräuche ermittelt. Der Kraftstofftank fasst 18 Liter, davon sind 4 Liter Reserve. Das fahrbereite Motorrad wiegt 229 kg, die maximale Zuladung beträgt 221 kg. Die Bereifung hat vorn die Maße 120/70 ZR 17 und hinten 170/60 ZR 17 (Sonderausstattung: 180/55 ZR 17).
Motorräder mit vergleichbarer Charakteristik sind Benelli Tornado Tre 1130, Ducati GT 1000 und Honda CBF 1000.

## Kritik
„Im Vergleich zu seinen schwächeren Artgenossen wirkt er im unteren und mittleren Drehzahlbereich weniger antrittsstark. Ab zirka 6000/min beißt er dafür um so heftiger zu, um allerdings schon bei 7500/min von ausgeprägter Lustlosigkeit befallen zu werden. Leider geht der Drang nach Höherem mit einem Verlust an Laufkultur einher: Heftige Vibrationen, die vor allem in den Fußrasten zu spüren sind, dämpfen die Lust an hohen Dauerdrehzahlen. Auch der Spaß an niedertourigem Dahinbrummen ist nicht ungetrübt: Bei minimalen Drosselklappenöffnungen stellt sich ausgeprägtes Konstantfahrruckeln ein.“

Anmerkung: Ab Ende 2002 Ruckeln durch Doppelzündung verringert.